# Anetia briarea
Espèce
Statut de conservation UICN

 NT  : Quasi menacé
Anetia briarea est un insecte lépidoptère  de la famille des Nymphalidae, de la sous-famille des Danainae et du genre Anetia.

## Dénomination
Anetia briarea a été décrit par Jean-Baptiste Godart en 1819 sous le nom initial d' Argynis briarea.

### Noms vernaculaires
Anetia briarea se nomme Lesser False Fritillary ou Many-spotted King en anglais,.

### Sous-espèces
- Anetia briarea briarea
- Anetia briarea numidia Hübner, [1823][1].

## Description
Anetia briarea est un grand papillon aux ailes antérieures à bord externe concave. 
Les ailes sont de couleur jaune orangé ornées de taches marron disposées en plusieurs lignes parallèles au bord externe.

## Biologie

### Plantes hôtes
La plante hôte de sa chenille est Cynanchum angustifolium.

## Écologie et distribution
Anetia briarea est présent aux Antilles, à Cuba, à la Jamaïque, en République dominicaine.

### Protection
Noté NT sur le Red Data Book.

## Philatélie
Ce papillon figure sur une émission de Cuba de 1965 (valeur faciale : 2 c.).